# Авнез ан Бре
Авнез ан Бре (фр. Avesnes-en-Bray) насеље је и општина у северној Француској у региону Горња Нормандија, у департману Приморска Сена која припада префектури Дјеп.
По подацима из 2011. године у општини је живело 320 становника, а густина насељености је износила 26,89 становника/km². Општина се простире на површини од 11,9 km². Налази се на средњој надморској висини од 136 метара (максималној 229 m, а минималној 102 m).

## Демографија
| 1962. | 1968. | 1975. | 1982. | 1990. | 1999. | 2011. |
| ----- | ----- | ----- | ----- | ----- | ----- | ----- |
| 275   | 275   | 249   | 205   | 234   | 256   | 320   |

График промене броја становника у току последњих година